# 663 Gerlinde
Gerlinde (asteróide 663) é um asteróide da cintura principal com um diâmetro de 100,88 quilómetros, a 2,5918158 UA. Possui uma excentricidade de 0,1534557 e um período orbital de 1 956,71 dias (5,36 anos).
Gerlinde tem uma velocidade orbital média de 17,02219411 km/s e uma inclinação de 17,85147º.
Esse asteróide foi descoberto em 24 de Junho de 1908 por August Kopff.